# Глазков Ілля Михайлович
Ілля Михайлович Глазков ((1 серпня 1922 , Генічеськ, Запорізька губернія  — 16 травня 1996 , Мінськ )) — державний діяч Білоруської РСР, доктор технічних наук (1974).

## Біографія
Учасник партизанського руху в роки німецько-радянської війни. Пройшов шлях від рядового бійця до комісара партизанського загону «Красногвардійський» бригади імені В. І. Леніна Щучинського партизанського з'єднання..
З 1944 року Ілля Глазков працював на комсомольській, господарській і партійній роботі. У 1951 року призначений на посаду завідувача відділом Фрунзенського райкому Компартії Білоруської РСР. У 1953 році обійняв пост секретаря Ленінського райкому Компартії Білоруської РСР міста Мінська.
Закінчив Білоруський політехнічний інститут у 1954 році. У 1955 році був переведений на пост секретар парткому, а згодом — заступника головного конструктора Мінського автомобільного заводу (МАЗ).
З 1961 року начальник відділу, головний конструктор СКБ, начальник КБ, з 1971 року-генеральний директор науково-виробничого об'єднання в Мінську. 1974 року Ілля Глазков призначений на пост заступника голови Ради Міністрів Білоруської РСР. Член Центрального комітету Компартії Білоруської РСР з 1976 року. Обирався народним депутатом депутатом Верховної Ради Білоруської РСР з 1975 року.

## Нагороди
- Орден Леніна
- Орден Вітчизняної війни 1-го ступеня
- Орден Червоного Прапора
- Орден Трудового Червоного Прапора
- Орден Дружби народів
- Удостоєний звання почесного громадянина міст Щучин (1977)[3] і Дятлово (1989)[3] за активну участь у партизанському русі[2] і Мостівського району[3].
- Державна премія СРСР (1973)[1].

## Пам'ять
- Пам'ятник на могилі на Східному кладовищі в Мінську[4].